# Rodney Williams
Rodney Errey Lawrence Williams (ur. w Swetes) – gubernator generalny Antigui i Barbudy od 14 sierpnia 2014 roku.
W latach 1991–1994 był ministrem rozwoju gospodarczego, przemysłu i turystyki. W latach 1994–1999 był ministrem edukacji, młodzieży, sportu i wspólnego rozwoju. W latach 1999–2004 był ministrem edukacji, kultury i technologii.